# 巴拉圭国家图书馆

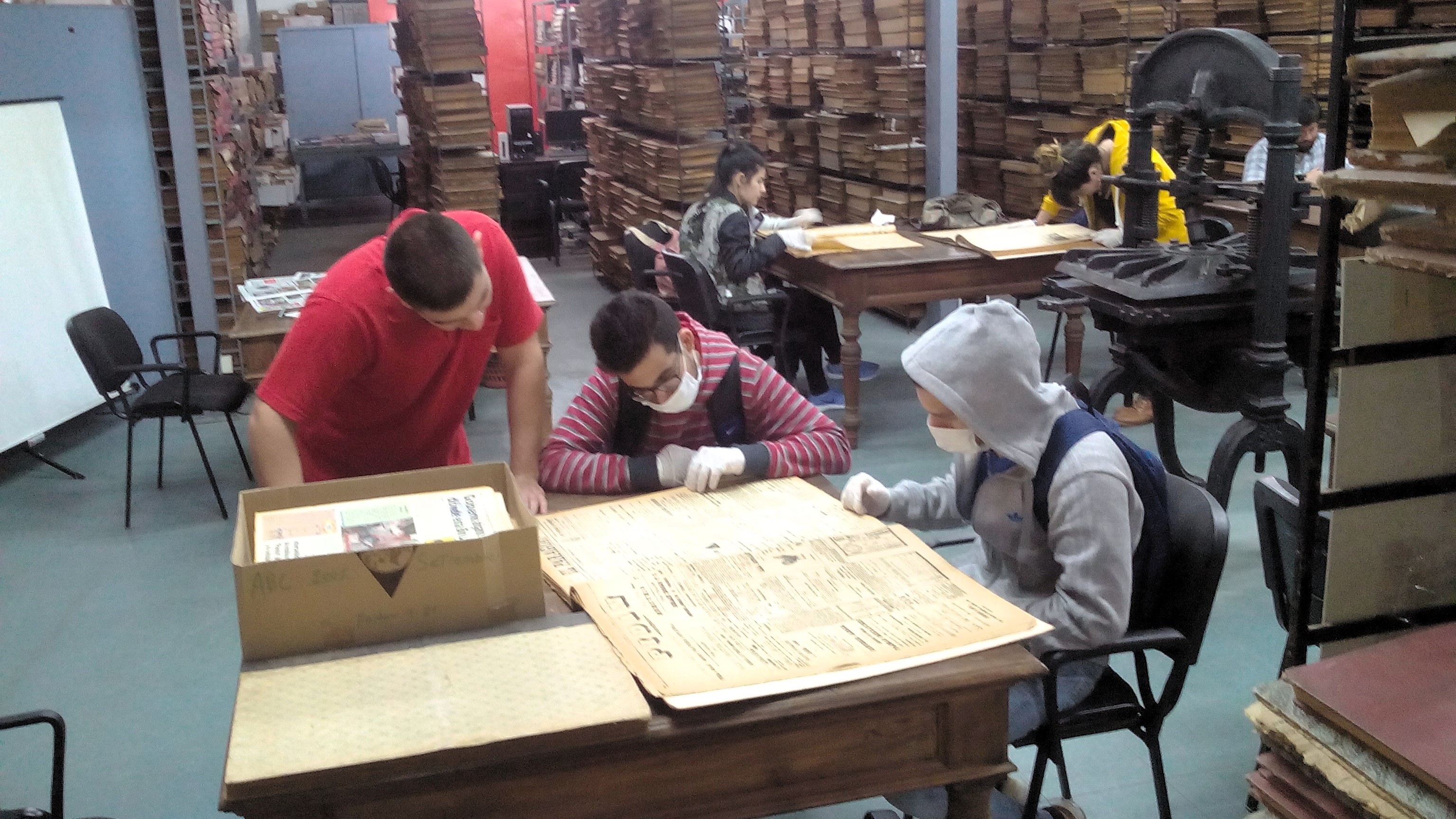
內部

巴拉圭国家图书馆（西班牙語：Biblioteca Nacional del Paraguay）是巴拉圭的國家圖書館，位於首都亞松森，創建於1887年，現址於1959年起開始使用。

## 外部連結
- 官方網站 （页面存档备份，存于） （西班牙語）
- 圖書館資訊 （页面存档备份，存于） （西班牙語）

25°16′40″S 57°39′25″W / 25.2777°S 57.6570°W